# Pieter Corneliszoon Hooft

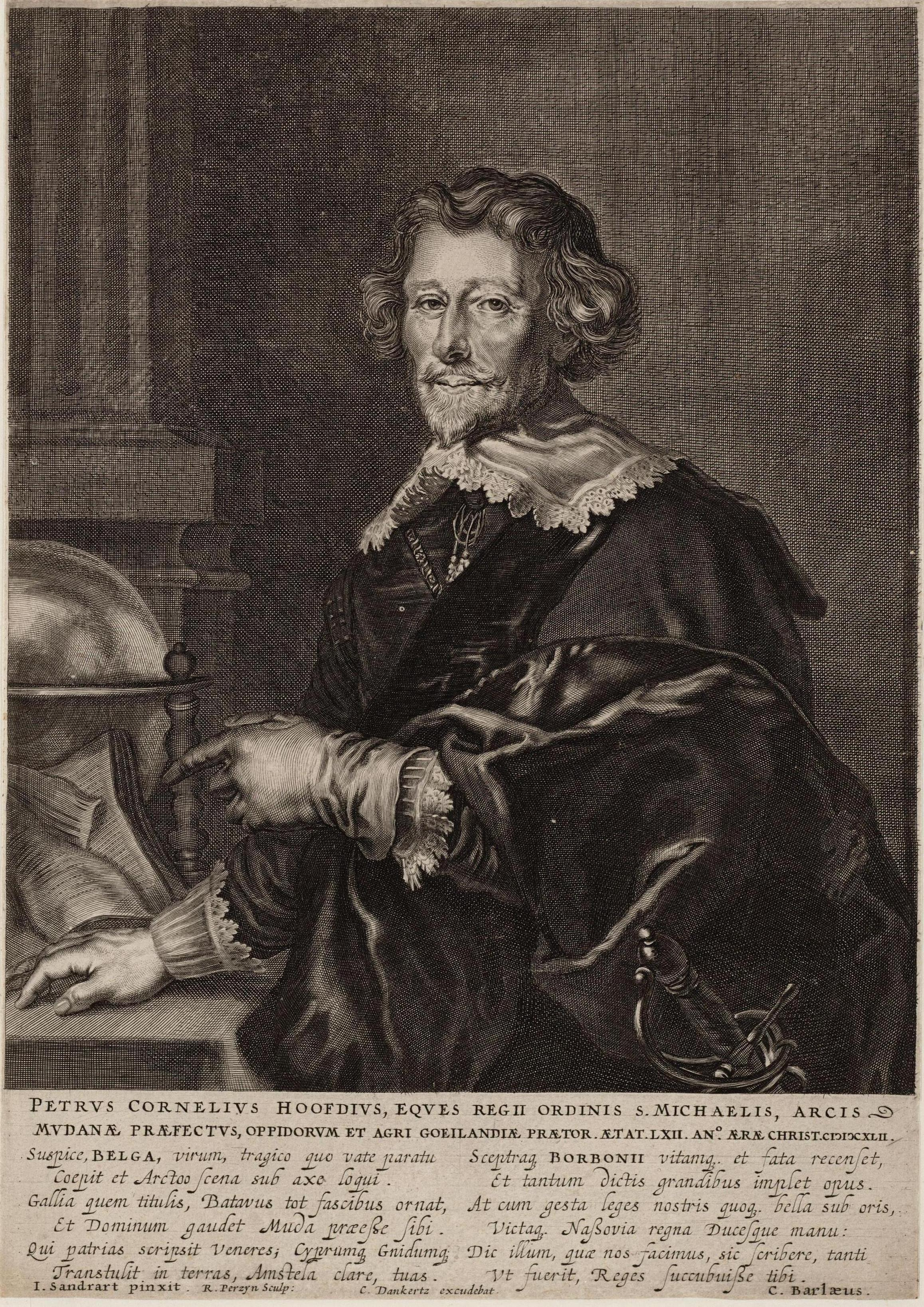
Pieter Corneliszoon Hooft, (1642)

Pieter Corneliszoon Hooft (Ámsterdam, 16 de marzo de 1581-La Haya, 21 de mayo de 1647) fue un poeta, dramaturgo e historiador del Siglo de oro neerlandés.

## Biografía
Hijo de Cornelis Hooft, regente y alcalde de Ámsterdam, fue miembro de la cámara de retórica L'Églantier en fleurs ante la que ya en 1598 leyó Aquiles y Polixena, tragedia que no llevó a la imprenta hasta 1614 en que lo hizo junto a Teseo y Ariadna. Ese mismo año emprendió una gira por Francia e Italia, donde realizó un estudio profundo y fructífero de la mejor literatura italiana, y en julio de 1600 envió a su cámara de retórica una epístola en verso en la que expresaba sus deseos de ver desarrollarse más la poesía holandesa. Regresó por Alemania y, tras una ausencia de tres años y medio, se encontró nuevamente en Ámsterdam el 8 de mayo de 1601. En 1602 sacó a la luz su segunda tragedia, Teseo y Ariadna, de la que como se ha dicho hizo una nueva edición junto a Aquiles y Polixena, en 1614. En 1605 completó el drama pastoril Granida, que no fue publicado hasta 1615.
Estudió derecho e historia en Leiden de 1606 a 1609 y en junio de este último año recibió del príncipe Mauricio de Orange el nombramiento de administrador de Muiden, alguacil de Gooiland y señor de Weesp, un cargo conjunto que le supuso unos crecidos emolumentos. Los aprovechó para reparar y adornar el ruinoso castillo de Muiden, que fue su residencia ya durante el resto de su vida. Allí reunió una tertulia y sociedad literaria conocida como círculo de Muiden o Muiderkring, donde acogió al poeta Joost van den Vondel, al erudito Barlaeus, a Constantin Huygens, Vossius, el gobernador y almirante Laurens Reael y otras figuras del Siglo de oro holandés. Hooft había sido pretendiente de la mano de Anna Visscher, hija del escritor Roemer Visscher y hermana de la poetisa y traductora Maria Tesselschade Visscher, y después de la muerte de su padre ambas hermanas visitaron a Hooft en Muiden. Las simpatías de Anna se desviaron a la escuela de Jacob Cats, pero Marie mantuvo estrechos vínculos con Hooft, quien revisó su traducción de Torcuato Tasso.

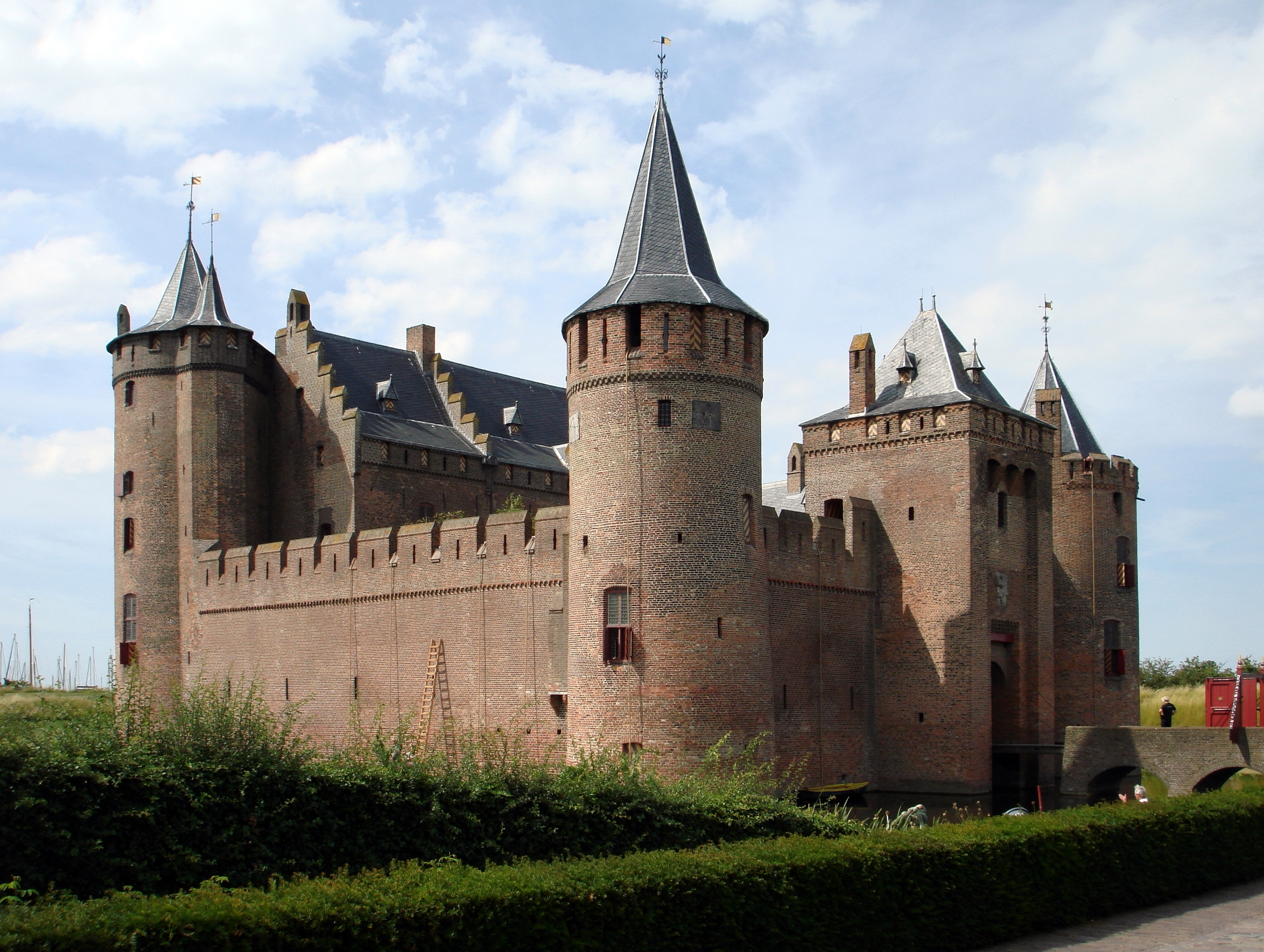
Castillo de Muiden donde se reunía el grupo literario de Hooft

En 1618 abandonó la poesía y el teatro por la historia y en 1626 publicó la primera de sus grandes obras en prosa, La historia de Enrique el Grande (Enrique IV de Francia). Su siguiente producción fue Miserias de los príncipes de la casa de Médici (Ámsterdam, 1638). En 1642 publicó en Ámsterdam los primeros veinte libros de su Historia de Holanda, que abarca el período de 1555 a 1585, la cual había estado puliendo a lo largo de quince años de trabajo. Los siete libros finales se publicaron póstumos en 1654. La idea de la historia que sobrevuela esta obra es la misma de Tácito, cuyas obras tradujo. Hooft falleció durante una visita a La Haya, a donde había acudido para asistir al funeral del príncipe Federico Enrique, el 21 de mayo de 1647, y fue enterrado en la Iglesia Nueva de Ámsterdam.
Hooft es una de las figuras más brillantes de la literatura holandesa de su mejor época. Fue el primer escritor en introducir un tono moderno y europeo en las bellas letras y el primero en abrirse a la influencia de la poesía antigua y renacentista italiana. Sus cartas y su pastoral Granida están fuertemente marcadas por el influjo de Tasso y de Sannazaro; sus tragedias posteriores pertenecen más exactamente a la impronta nacional. En cuanto a su prosa, su estilo histórico le ganó elogios generalizados.

## Obra
La antigüedad clásica y el renacimiento italiano tuvieron una influencia decisiva en la literatura de Hooft. Sus tragedias Aquiles y Polixena y Teseo y Ariadna (publicadas en 1614) allanaron el camino para el clasicismo en el drama holandés. Sus ideales políticos patricios quedaron encarnados en tragedias sobre temas de la historia holandesa tales como Geeraert van Velsen (1613) y Baeto, oft oorsprong der Holanderen (Baeto, o el origen de los holandeses), publicada en 1626. La novela pastoril Granida (1615) fue un modelo para el género en la literatura holandesa. Warenar, una comedia fundada en la vida cotidiana, es una reelaboración original de una comedia de Plauto, Aulularia, impresa en 1617.
Como poeta, Hooft se mostró petrarquista y perfeccionó el soneto en Emblemata amatoria, Afbeeldingen van minne, Emblemes d'Amour (Ámsterdam, 1611), colección de treinta emblemas amatorios a la manera de Otto Vaenius con lemas y dísticos en holandés, francés y latín, traducidos por C. G. Plemp. En las últimas décadas de su vida escribió historia, tomando como modelo las obras del historiador romano Tácito, que también tradujo al holandés. La obra más notable de Hooft en este campo, Nederlandse historiën (Historia holandesa) (libros 1–20, 1642; ed. completa, 1656), cubre la historia de las Provincias Unidas de los Países Bajos desde 1555 a 1587. Aparte de alabar la figura de Guillermo I de Orange, también señala el papel que jugaron numerosas personas en los eventos revolucionarios. Las cartas de Hooft son de considerable interés histórico y literario.
Sus obras poéticas y dramáticas fueron recopiladas en dos volúmenes (1871 y 1875) por P. Leendertz. Su epistolario fue editado primero por B. Huydecoper (Leiden, 1738) y luego por van Vloten (Leiden, 4 vols., 1855). Ediciones modernas son: Gedichten, vols. 1–2, Ámsterdam, 1899–1900. Nederlandsche Historiën in het kort, Ámsterdam, 1947.

### Obras dramáticas
- Geeraerdt van Velsen ( 1613)
- Achilles en Polyxena (1614)
- Theseus en Ariane (1614)
- Granida (1615)
- Warenar] (1616)
- Baeto, oft oorsprong der Holanderen (1626)

### Poemas
- Emblemata amatoria: afbeeldingen van minne (1611)

### Historia
- Nederlandse historiën (1642-1656)